# Большая Чёрная (приток Томи)
Большая Чёрная — река в России, протекает в Новосибирской, Кемеровской и Томской областях. Устье реки находится в 119 км от устья Томи по левому берегу. Длина реки составляет 65 км, площадь водосборного бассейна — 519 км².
Берёт начало в Новосибирской области, возле деревни Большая Чёрная, затем по ней проходит граница между Томской и Новосибирской областями до соединения трёх областей в одной точке, и до её впадения в Томь по ней проходит граница между Томской и Кемеровской областями.

## Притоки
- 0,1 км: Малая Чёрная
- ? км: Таволожанка
- 32 км: Зырянка
- ? км: Берёзовка
- 42 км: Малая Северная
- ? км: Еловый Падун
- ? км: Карапчинка
- ? км: Денисов Падун

## Данные водного реестра
По данным государственного водного реестра России относится к Верхнеобскому бассейновому округу, водохозяйственный участок реки — Томь от города Кемерово и до устья, речной подбассейн реки — Томь. Речной бассейн реки — (Верхняя) Обь до впадения Иртыша.

## Топографические карты
- Лист карты N-45-I. Масштаб: 1 : 200 000. Указать дату выпуска/состояния местности.
- Лист карты O-45-XXXI. Масштаб: 1 : 200 000. Указать дату выпуска/состояния местности.